# Stéphane Grichting
Stéphane Grichting (født 30. marts 1979 i Sierre, Schweiz) er en schweizisk tidligere fodboldspiller, der spillede som forsvarsspiller. Gennem karrieren repræsenterede han FC Sion og Grasshopper i hjemlandet samt franske Auxerre.

## Landshold
Grichting nåede i sin tid som landsholdsspiller (2004-2011) at spille 45 kampe og score ét mål for Schweiz' landshold. Han var blandt andet en del af landets trup til EM i 2008 på hjemmebane, og deltog også ved VM i 2006 i Tyskland samt VM i 2010..